# کی دبلیو سی

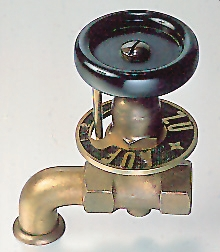
شیرآلات

کی دبلیو سی که با نام فرانک واتر سیستمز ای‌جی نیز شناخته می‌شود، یک تولیدکننده سوئیسی لوازم بهداشتی ساختمان با گستره بین‌المللی است. این شرکت در سال ۱۸۷۴ با هدف تولید جعبه موسیقی توسط آدولف کارر بنیان گذارده شد و اکنون دفتر مرکزی و کارخانه اصلی آن در شهر اینترکولم سوئیس قرار دارد. شیرآلات آشپزخانه و حمام، ترموستات‌ها، دوش‌ها و سیستم‌های دوش از مهمترین محصولاتی هستند که توسط این کارخانه طراحی و تولید می‌شوند. محصولات این شرکت اکنون در سراسر جهان در منازل مسکونی و مراکز تجاری همچون رستوران‌ها، آشپزخانه‌های کترینگ، هتل‌ها، ساختمان‌های عمومی، بیمارستان‌ها مورد استفاده قرار می‌گیرند. شیرآلات کی دبلیو سی به بیش از ۵۰ کشور صادر می‌شوند و این شرکت اکنون ۳۵۲ کارمند دارد.

## تاریخچه
در سال ۱۸۷۴ آدولف کارر با تأسیس کارخانه‌ای برای تولید جعبه‌های موسیقی مکانیکی سنگ بنای KWC AG را بنا نهاد. این شرکت از سال ۱۹۸۶ تولید شیرآلات را آغاز کرد و در سال ۱۹۰۲ به Karrer and Weber Armaturenfabrik (کارخانه شیرآلات کارر و وبر) تغییر نام داد. در سال ۱۹۱۹ شرکت سهامی خانوادگی Karrer, Weber & Cie ثبت شد و برند KWC متولد گردید. در سال ۱۹۸۴ شرکت هانزا متال‌ورک ای‌جی از اشتوتگارت آلمان تبدیل به سهام‌دار عمده این کسب‌وکار خانوادگی شد و نام شرکت Aktiengesellschaft Karrer, Weber & Cie رسماً به فرم کوتاه پیشتر ثبت شده کی دبلیو سی تغییر یافت. در سال ۲۰۱۰ شرکت شرکای سرمایه‌گذاری IK مالک هانزا گروپ و برندهای آن یعنی هانزا و کی دبلیو سی شد. در سوم ژوئن ۲۰۱۳ هم هلدینگ فرانک پس از تأیید سازمان‌های نظارتی ضد انحصار، کارخانه شیرآلات سوئیسی کی دبلیو سی واقع در شهر اینترکولم را خریداری کرد و دوباره مالکیت این برند قدیمی به سوئیس برگشت.
پس از تجهیز هتل ریتز پاریس به شیرآلات این کارخانه، در سال ۱۹۱۱ هتل مجلل نگرسکو در شهر نیس فرانسه نیز به شیرآلات کی + دبلیو مجهز گردید. در دهه ۱۹۹۰ کی دبلیو سی شرکتهای تابعه‌ای در آلمان، فرانسه، ایتالیا و آمریکا تأسیس کرد. در سال ۲۰۱۲ شیرآلات کی دبلیو سی به بیش از ۵۰ کشور دنیا صادر می‌شدند؛ و با سهم بازار ۴۰ درصدی، کی دبلیو سی مدعی رهبری بلامنازع در صنعت شیرآلات بهداشتی سوئیس است.

## محصولات
از ابتدای قرن بیستم میلادی کی دبلیو به شکل کاملاً متمرکز مشغول طراحی و تولید شیرآلات بوده‌است. نخستین شیرآلات با روکش کرومی در سال ۱۹۳۴ به بازار عرضه شدند و در سال ۱۹۳۸ محصولات کم‌صدای PAX و شیرها و اتصالات برودتی رونمایی شدند. در ۱۹۴۵ هم کی دبلیو سی شیرآلات NEO را عرضه نمود که با بخش بالایی مایل و ساقه کوتاه نمونه نوظهوری در این صنعت بودند.
کی دبلیو سی در ۱۹۵۴ حق اختراع سرشیر نئوپرل را ثبت کرد و در ۱۹۵۹ حقوق بازاریابی آن را به شرکت نئوپرل واگذار کرد. در سال ۱۹۵۷ کی دبلیو سی اولین شیر مخلوط آشپزخانه تک لوله مجهز به اسپری کششی را اختراع کرد.
محصولات DOMO کی دبلیو سی هم سال ۱۹۸۲ وارد بازار شدند که به‌طور مداوم در حال توسعه بیشتر هستند. در سال ۱۹۹۷ کی بلیو سی سری محصولات TRONIC را رونمایی کرد که اولین شیر مخلوط اتوماتیک با تکنولوژی مادون قرمز بود. در سال ۱۹۹۹ هم با استفاده از تکنولوژی کی دبلیو سی، اولین شیرهای استیل ضدزنگ برای اولین بار تولید شدند (سری DOMO INOX کی دبلیو سی برای آشپزخانه و حمام). در سال ۲۰۰۲ این شرکت با ارائه سری SODA اولین شیر آشپزخانه‌ای را تولید کرد که می‌توانست آب سرد خروجی را تبدیل به سودا یا همان آب گازدار کند. در سال ۲۰۰۵ سری EVE کی دبلیو سی اولین شیرهای مخلوط آشپزخانه مجهز به تکنولوژی نورپردازی LUMINAQUA LED را ارائه نمود که برنده جوایز طراحی متعددی از جمله رد دات دیزاین شد. در سال ۲۰۱۰ هم نمونه‌های مفهومی اولین شیرآلات اقتصادی و زیست‌محیطی تحت نام AVA با شعار صرفه‌جویی هوشمند انرژی به همراه تکنولوژی ترموستات کی دبلیو سی رونمایی شدند. همچنین شاهد عرضه KWC USO در سال ۲۰۱۰ و KWC ONO touch light PRO در سال ۲۰۱۱ بودیم که اولین شیرآلاتی بودند که بخش کنترلی آن از بدنه شیرآلات جدا شده بود.

## طراحی
شیرآلات کی دبلیو سی تا کنون جوایز بین‌المللی فراوانی را کسب کرده‌اند. این شرکت همچنین از سال ۲۰۰۷ همکاری نزدیکی را با بزرگان طراحی جهان همچون NOA و Aachen (D) آغاز کرده‌است.
- جایزه طراحی ۲۰۰۵ و جایزه طراحی محصول ۲۰۰۶ برای سری KWC EVE به عنوان اولین شیرآلات آشپزخانه مجهز به تکنولوژی نورپردازی LED
- جایزه طراحی رد دات ۲۰۰۸ برای KWC ONO با پایه نورپردازی شده
- جایزه Design Plus Award سال ۲۰۰۹، جایزه طراحی Architecture + Technology برای KWC ONO بسیار منعطف
- جایزه نوآوری برای مدرن‌سازی خانه ۲۰۱۱ برای KWC AVA coolfix
- جایزه Design Plus Award سال ۲۰۱۱ برای KWC SIN بسیار منعطف
- جوایز متعدد iF DESIGN AWARD[۲]

## تولیدات کی دبلیو سی
محصولات کی دبیلو سی از سال ۱۸۹۶ در محل استقرار اصلی شرکت در اینترکولم سوئیس تولید می‌شوند. کی دبلیو سی در سال ۱۹۱۹ تکنولوژی ریخته‌گری تحت فشار را معرفی کرد و از سال ۱۹۵۷ کارخانه پرس گرم و ریخته‌گری فلز سبک کار خود را آغاز کردند. در سال ۱۹۶۳ این شرکت کارخانه آبکاری الکترولیتی اتوماتیک را با روش تبادل یونی ادغام کرد تا آب شستشو را خنثی کند. در سال ۱۹۸۷ اولین سیستم ریخته‌گری تحت فشار با فشار کم توسط کی دبلیو سی در کارخانه شرکت نصب شد.
پس از آن کی دبلیو سی این سیستم را به آلمان هم صادر کرد و در سال ۱۹۸۷ هم اولین سیستم ریخته‌گری سرمایشی فشار کم را تولید کرد که به چین ارسال شد. کی دبلیو سی به سرمایه‌گذاری سنگین خود برای توسعه امکانات تولید در اینترکولم ادامه داده‌است. پس از شروع به کار بخش‌های جدید تولیدی، کارخانه آبکاری هم نوسازی شد و همزمان کی دبلیو سی موفق به کسب گواهینامه‌های SQS گردید.

## موزه شیرآلات کی دبلیو سی
تاریخچه شرکت کی دبلیو سی در ساختمانی از دوران اولیه این شرکت و به مساحت ۴۰۰ متر مربع در شهر اینترکولم به نمایش درآمده است. این موزه در حقیقت ترکیبی از فناوری اطلاعات برای نمایش آرشیوهای کی دبلیو سی است. این موزه نشان می‌دهد که در طول زمان چگونه از آب استفاده می‌شده و دیدگاهی جامع از نقاط عطف شرکت به شما می‌دهد.

## شیرآلات کی دبلیو سی در ایران
شرکت شیرهای ساختمانی وصنعتی ایران تحت لیسانس شرکت KWC سوئیس این مهم را به انجام رسانده و کارخانه را که مجهز به ریخته گری ماشینکاری ، پولیش ، آبکاری و قالب سازی می باشد با انتقال تکنولوژی از KWC و تحت لیسانس آن برند ، در سال 1363 در شهر صنعتی کاوه تاسیس و در سال 1380 به بهره برداری رسیدو محصولات خود را به بازار ایران و بین المللی عرضه می نماید.
وبگاه شرکت kwc ایران با نشانی KWCiran.com در دسترس می باشد.